# Sundwarda
Sundwarda là một chi bướm đêm thuộc họ Erebidae.